# Bulbophyllum uroglossum
Bulbophyllum uroglossum là một loài phong lan thuộc chi Bulbophyllum.